# Sisters with Transistors
Sisters with Transistors és un documental estatunidenc de 2020 dirigit per Lisa Rovner en el seu debut com a directora. Es va estrenar al Festival de Cinema South by Southwest el 2020 i posteriorment es va projectar a l'AFI Fest. Metrograph Pictures en va adquirir els drets de distribució.

## Contingut
El documental aborda els orígens de la música electrònica des de la perspectiva de diverses dones que hi van participar en les primeres dècades de desenvolupament del gènere. Presenta testimonis de les protagonistes i material d'arxiu que il·lustra el seu treball amb sintetitzadors, cintes magnetofòniques i altres tecnologies d'època.
Segons diverses crítiques, el film posa en relleu la contribució d'aquestes compositores a la música contemporània i el paper que van tenir en la popularització de la música electrònica. El documental mostra espais de treball com estudis i laboratoris, així com els equips que utilitzaven en aquell moment.
La narració és a càrrec de Laurie Anderson. Les deu artistes que apareixen al documental són Maryanne Amacher, Bebe Barron, Suzanne Ciani, Delia Derbyshire, Pauline Oliveros, Daphne Oram, Éliane Radigue, Clara Rockmore, Wendy Carlos i Laurie Spiegel.

## Recepció
Sisters with Transistors va rebre valoracions positives per part de la crítica. Charlie Brigden, de RogerEbert.com, li va atorgar quatre estrelles i va assenyalar que el documental "sovint se sent menys com una pel·lícula i més com un manifest". Glenn Kenny, de The New York Times, el va descriure com a "informatiu" i "fascinant". Els crítics de NME i Slate també li van atorgar quatre estrelles i van fer ressenyes positives.